# Broméliafélék
A broméliafélék (Bromeliaceae) a perjevirágúak rendjének (Poales) egyik családja. Korábbi rendszerekben teljesen más volt a megítélésük. A Soó- és Hortobágyi-rendszerben külön rendként szerepel lisztesmagvúak (Bromeliales, Farinosae) néven. A Borhidi-rendszerben a Zingiberidae alosztály (gyömbérvirágúak) Bromelianae főrendjébe tartozik az ananászvirágúak rendje (Bromeliales).
A genetikai vizsgálatok alapján a perjevirágúak rendjében a gyékényfélékkel (Typhaceae) és a békabuzogányfélékkel (Sparganiaceae) mutatnak szorosabb rokonságot. E három taxon együtt egy egységes, monofiletikus csoport (klád). E három családot ajánlatos lenne kiemelni a jelenlegi rendből, és Bromeliales néven külön rendet állítani nekik, ugyanis a Poales kládról ezek váltak le elsőként, tehát mostani rend többi családja ugyancsak monofiletikus lenne.
A broméliafélékhez tartoznak a broméliákon (Bromelia spp.) kívül ide tartoznak többek között a lándzsarózsák (Aechmea spp.), az ananászok (Ananas spp.), a bilbergiák (Billbergia spp.), a levélcsillagok (Cryptanthus spp.), a Guzmán-broméliák vagy guzmániák (Guzmania spp.), a Regel-broméliák vagy neorégeliák (Neoregelia spp.), a fészektőrózsák (Nidularium spp.), a szakállbroméliák (Tillandsia spp.) és a pikkelyvirágok vagy vrízeák (Vriesea spp.).

## Származásuk, elterjedésük
Az újvilági trópusokon élnek.

## Megjelenésük, felépítésük
Többnyire alacsonyak félcserje–cserje méretig. Az andesi ahuarancu (Puya raimondii) törzsmagassága 1–4 m, virágzata 10 m magasra nyúlik).
Nagy többségük Levelei szoros, sokszor tölcsérszerű spirális levélrózsában nőnek; ez az elrendezés a víz felfogását és raktározását segíti. A levelek a vastag viaszbevonattól sokszor ezüstösen csillognak. A kemény levelek széle szúrós, fogas. Sok faj levelei vízfelvevő pikkelyszőrök fejlődtek ki (BiolLex).
A csoport növénykémiailag igen egységes: sejtjeikben kalcium-oxalát kristályok, gyanta- és olajtartó üregek, kovatestek találhatók.
Virágzatuk végálló, a virágok a lepellevelek két körének mérete is színe is különbözik: a külső kör tagjai végig, a belsők tövüknél összenőttek. Porzótájuk két, egyenként három tagú porzókörből áll. A háromrekeszű termő  felületén nektáriumok csalogatják a beporzókat.
Változatos megjelenésű termésük általában tok vagy bogyó. A többnyire apró magvakon általában van valamilyen repítőkészülék.

## Életmódjuk, termőhelyük
Többnyire trópusi esőerdőkben, monszunerdőkben, szavannákon nőnek, de például a dél-amerikai üstökösfák Puya spp., Espeletia spp., Culticium spp.) a trópusi magashegységek (al)havasi rétjeinek paramo- és punanövényzetére jellemzőek. A talajban gyökerezők mellett sok faj epifiton.
Amint ezt levélrendszerük is jelzi, sok közöttük a xerofiton (szárazságtűrő) faj. A víztartó levélrózsa különleges együttélések indukátora: az összegyűlt vízben gyakran trópusi algák és ízeltlábúak lárvái telepszenek meg; olykor még apró virágos növények is kihajtanak belőle.
Gyakran madarak porozzák be őket.
Magvaikat a szél terjeszti.

## Gazdasági jelentőségük
Vannak közöttük fontos élelmiszernövények, mint például az ananász.
Számos fajuk világszerte elterjedt dísznövény.

## Rendszerezésük
Hagyományosan három alcsaládba sorolják őket: Pitcairnioideae, Bromelioideae és Tillandsioideae. Azonban genetikai elemzések azt mutatták, hogy míg a Bromelioideae és a Tillandsioidea alcsalád monofiletikus csoportok, addig a Pitcairnioidea alcsalád parafiletikus csoport, így ez utóbbiból több alcsaládot hoztak létre, melyek egyenként már monofiletikusak (a Pitcairnioidea alcsalád is megmaradt, de kevesebb nemzetséget tartalmaz). Ugyancsak a genetikai vizsgálatok tisztázták, hogy a korábban önállóan létező Ayensua nemzetség egyetlen faja, az Ayensua uaipanensis a Brocchinia nemzetséghez tartozik; a korábbi Brocchinia serrata faj viszont nem, emiatt az újonnan létrehozott Sequencia nemzetségbe sorolták át, amely még csak nem is a Brocchinioidea, hanem a Navioideae alcsalád része.
A genetikai vizsgálatok eredményeit figyelembe véve a broméliafélék nemzetségei 8 alcsaládba sorolhatók, az alcsaládok ábécérendben a fontosabb nemzetségekkel:
- Brocchinioideae (1 nemzetség)
  - Brocchinia

- broméliaformák (Bromelioideae)
  - Acanthostachys
  - lándzsarózsa (Aechmea),[3] vagy urnavirág[3]
  - ananász (Ananas)
  - Androlepis
  - Araeococcus
  - bilbergia (Billbergia)[4]
  - bromélia (Bromelia)[5]
  - Canistropsis
  - Canistrum
  - levélcsillag (Cryptanthus)[6] rejtettvirág[6]
  - Deinacanthon
  - Disteganthus
  - Edmundoa
  - Eduandrea
  - Fascicularia
  - Fernseea
  - Forzzaea
  - Greigia
  - Hohenberg-bromélia (Hohenbergia)[7]
  - Hohenbergiopsis
  - Hoplocryptanthus
  - Hylaeaicum
  - Krenakanthus
  - Lapanthus
- Hoplocryptanthus
  - Lymania
  - Neoglaziovia
  - Regel-bromélia (Neoregelia)[8]
  - fészektőrózsa (Nidularium)[9]
  - Ochagavia
  - Orthocryptanthus
  - Orthophytum
  - Portea
  - Pseudaechmea
  - Pseudananas
  - Quesnel-bromélia (Quesnelia)[10]
  - Rokautskyia
  - Ronnbergia
  - Sincoraea
  - Ursulaea
  - Wittmackia
  - Wittrockia

- Hechtioideae (1 nemzetség)
  - polipbromélia (Hechtia)[11]

- Lindmanioideae (2 nemzetség)
  - Connellia
  - Lindmania

- Navioideae (5 nemzetség)
  - Brewcaria
  - Cottendorfia
  - Navia
  - Sequencia
  - Steyerbromelia

- Pitcairnioideae (6 nemzetség)
  - Deuterocohnia
  - Dyckia – tőrlevél[12]
  - Encholirium
  - Fosterella
  - Pepinia
  - Pitcairnia – tarajbromélia[13]

- Puyoideae (1 nemzetség)
  - Puya – havasibromélia[14]

- szakállbroméliaformák (Tillandsioideae) (9 nemzetség)
  - Alcantarea
  - Catopsis
  - Glomeropitcairnia
  - Guzmán-bromélia (Guzmania)[15]
  - Mezobromelia
  - Racinaea
  - szakállbromélia (Tillandsia)[16]
  - pikkelyvirág (Vriesea)[17] vrízea[17]
  - Werauhia